# ياميث كويتا
ياميث كويتا (بالإسبانية: Yamith Cuesta)‏ (17 أبريل 1989 في كولومبيا - ) هو لاعب كرة قدم كولومبي في مركز الدفاع. شارك مع منتخب كولومبيا تحت 20 سنة لكرة القدم. أما مع النوادي، فقد لعب مع أمريكا دي كالي وإنديبنديينتي سانتا في وباوليستا وشيكاغو فاير ونادي شيفاز يو إس أي ونادي كونكينسي وTigres F.C. ‏.

## وصلات خارجية
- ياميث كويتا على موقع الدوري الأمريكي (الإنجليزية)
- ياميث كويتا على موقع قاعدة بيانات كرة القدم.إي يو (الإنجليزية)
- ياميث كويتا على موقع Soccerway.com (الإنجليزية)
- ياميث كويتا على موقع AS.com (الإسبانية)